# Johanna I van Bourgondië
Johanna I van Bourgondië (circa 1191 - Besançon, 1205) was van 1200 tot 1205 gravin van Bourgondië. Zij behoorde tot het huis Hohenstaufen.

## Levensloop
Johanna was de oudste dochter van graaf Otto I van Bourgondië en gravin Margaretha van Blois.
In 1200 werd haar vader in Besançon vermoord, waarna de negenjarige Johanna haar vader opvolgde als gravin van Bourgondië. Dit bleef ze tot aan haar eigen dood in 1205. Johanna, die veertien jaar oud werd, bleef door haar jonge leeftijd ongehuwd en kinderloos. Haar jongere zus Beatrix II volgde haar op als gravin van Bourgondië.

## Voorouders
| Voorouders van Johanna I van Bourgondië (1191-1205) | Voorouders van Johanna I van Bourgondië (1191-1205)                                 | Voorouders van Johanna I van Bourgondië (1191-1205)                                 | Voorouders van Johanna I van Bourgondië (1191-1205)                                 | Voorouders van Johanna I van Bourgondië (1191-1205)                                 | Voorouders van Johanna I van Bourgondië (1191-1205)                             | Voorouders van Johanna I van Bourgondië (1191-1205)                             | Voorouders van Johanna I van Bourgondië (1191-1205)                        | Voorouders van Johanna I van Bourgondië (1191-1205)                        |
| --------------------------------------------------- | ----------------------------------------------------------------------------------- | ----------------------------------------------------------------------------------- | ----------------------------------------------------------------------------------- | ----------------------------------------------------------------------------------- | ------------------------------------------------------------------------------- | ------------------------------------------------------------------------------- | -------------------------------------------------------------------------- | -------------------------------------------------------------------------- |
| Overgrootouders                                     | Frederik II van Zwaben (1090-1147) ∞ Judith van Beieren (1103-1130)                 | Frederik II van Zwaben (1090-1147) ∞ Judith van Beieren (1103-1130)                 | Reinoud III van Bourgondië (1093-1148) ∞ 1130 Agatha van Lotharingen (-)            | Reinoud III van Bourgondië (1093-1148) ∞ 1130 Agatha van Lotharingen (-)            | Theobald IV van Blois (1190-1152) ∞ Mathilde van Sponheim-Karinthië (1205-1241) | Theobald IV van Blois (1190-1152) ∞ Mathilde van Sponheim-Karinthië (1205-1241) | Lodewijk VII van Frankrijk (1120-1180) ∞ Eleonora van Aquitanië (122-1204) | Lodewijk VII van Frankrijk (1120-1180) ∞ Eleonora van Aquitanië (122-1204) |
| Grootouders                                         | Keizer Frederik I Barbarossa (122-1190) ∞ 1156 Beatrix I van Bourgondië (1145-1184) | Keizer Frederik I Barbarossa (122-1190) ∞ 1156 Beatrix I van Bourgondië (1145-1184) | Keizer Frederik I Barbarossa (122-1190) ∞ 1156 Beatrix I van Bourgondië (1145-1184) | Keizer Frederik I Barbarossa (122-1190) ∞ 1156 Beatrix I van Bourgondië (1145-1184) | Theobald V van Blois (1130-1191) ∞ Adelheid van Blois (1150-1198)               | Theobald V van Blois (1130-1191) ∞ Adelheid van Blois (1150-1198)               | Theobald V van Blois (1130-1191) ∞ Adelheid van Blois (1150-1198)          | Theobald V van Blois (1130-1191) ∞ Adelheid van Blois (1150-1198)          |
| Ouders                                              | Otto I van Bourgondië (1167-1200) ∞ Margaretha van Blois (1170-1230)                | Otto I van Bourgondië (1167-1200) ∞ Margaretha van Blois (1170-1230)                | Otto I van Bourgondië (1167-1200) ∞ Margaretha van Blois (1170-1230)                | Otto I van Bourgondië (1167-1200) ∞ Margaretha van Blois (1170-1230)                | Otto I van Bourgondië (1167-1200) ∞ Margaretha van Blois (1170-1230)            | Otto I van Bourgondië (1167-1200) ∞ Margaretha van Blois (1170-1230)            | Otto I van Bourgondië (1167-1200) ∞ Margaretha van Blois (1170-1230)       | Otto I van Bourgondië (1167-1200) ∞ Margaretha van Blois (1170-1230)       |